# Albert Hupperts
Albert Hupperts  (*  23. September 1911 in Verviers; † 7. Januar 1974 in Tokio) war ein belgischer Diplomat.

## Leben
Albert Hupperts war der Sohn von Isabelle Michel und Ernest Hupperts. Er heiratete Claude Françoise Verlomme, ihre Kinder waren Isabelle, Fréderic und Pierre-Yves Hupperts. 1945 war Albert Hupperts belgischer Konsul in Lille.
Im März 1956 entwarf er mit Paul-Henri Spaak, Giulio Guazzugli, Pierre Uri und Hans von der Groeben den Spaak-Bericht zu den römischen Verträge.